# 阿川泰子
阿川 泰子（、1951年10月16日 - ）は、日本のジャズシンガー、元女優。本名は佐藤 康子。旧芸名は麻里 とも恵（）、麻理 ともえ、佐藤 康子。現在、タイムランドに所属。血液型A型。「シュガー・ボイス」、「ネクタイ族のアイドル」「オジサマ族のアイドル」などと称された。身長158cm、46kg。
神奈川県鎌倉市出身。椙山女学園高等学校卒業。父親は鎌倉在住の洋画家。趣味・特技は絵画・イラスト・エッセイ。

## 来歴
1978年にデビューした際にはプロダクションの意向で1953年生まれとしていた。鎌倉の洋画家の一人娘として生まれ、小学校3年から名古屋市中区で育つ。最初、水泳選手を志願し、水泳の名門で名古屋有数のお嬢様学校でもある椙山女学園中学校に入学。
杉村春子に憧れ椙山女学園高等学校卒業後上京、文学座演劇付属演技研究所第12期生に合格、演劇を学ぶ。一年で退学、東宝映画の『華麗なる一族』、『青春の門』やテレビドラマなどに端役として出演。『華麗なる一族』は「東京からお電話です」の台詞一つだけ、『青春の門』は宴でお酌をするシーンのワンカットであった。しかし「主役でもないのに脱がされる、端役のヌードがいや」と女優業を辞める。
銀座の「ファンファン」でジャズと出会い1973年、ジャズ・クラリネット奏者の鈴木章治を紹介され、ジャズ・ボーカリストに挑戦、翌年「鈴木章治とリズム・エース」の専属シンガーとなる。後にソロ・シンガーとなり、六本木や赤坂のライブ・スポットで脚光を浴びる。1978年にアルバム『Yasuko "Love-Bird"』でレコード・デビュー。ビクターのバックアップのもと、トミー・フラナガン、ローランド・ハナ、ジョージ・ムラーツ、ロン・カーター、セルジオ・メンデス、ネイザン・イースト、ジョー・サンプルなどの著名ミュージシャンとセッションを行う。1981年には、自らのバックバンド「フラミンゴ・ビッグ・バンド」を結成。スタンダード曲を現代的なアレンジで歌うコンセプトが受け、その声質から「シュガー・ボイス」と呼ばれ、曲のCM起用や自らも出演することで、ジャズ・ボーカルの分野でアイドル的な人気を獲得する。
1980年秋発売、4枚目のアルバム『JOURNEY』が、サラリーマンを中心に9万枚のセールスを記録。それまで、ジャズといえばInstrumentalしか売れたことがなく、ボーカルものはせいぜい1万5000枚程度。それまでの最高は笠井紀美子で5万枚といわれていたため、9万枚の売上は異例であった。当時はニューミュージック勢以外の邦楽アルバムがほとんど売れず、歌謡曲の沢田研二ですら、アルバムの売上は5万枚も届かなかった。
デビュー・アルバム『Yasuko "Love-Bird"』から1982年『SOFT WINGS』までの6枚で累計90万枚を記録。当時のジャズブームを作った一人と称された。
1987年からテレビのトーク番組「オシャレ30・30」で古舘伊知郎と司会を務め、ゲストとのトークの他、毎回1曲歌を披露した歌は延べ360曲。文学座時代の同期の関係からか、テレビのトーク番組にほとんど出なかった松田優作もこの番組に出演した（1989年8月20日放送回）。

## 人物
熱狂的な読売ジャイアンツのファンらしく、雑誌に巨人観戦記のような記事が載る。
1970年代の後半では珍しい美女シンガーだったため、当時のロック誌（Music Life等）にもグラビアやインタビューが掲載されることがあった。脚にスリットの入るようなセクシーなドレスを着用する時には、表面に線が出るのでパンティーを付けないなどと話した。

## ディスコグラフィ

### シングル
1. She - Senior Dreams（シニア・ドリーム 1981年）
2. L.A.ナイト （1986年 ロンドン・Beechwood Record）

### アルバム
1. ヤスコ・ラブ・バード - Yasuko "Love-Bird" （1978年 ビクター）
2. フライン・オーバー - Flyin' Over （1978年 ビクター）
3. スウィート・メニュー - SWEET MENU （1980年 ビクター）
4. ジャーニー - JOURNEY （1980年 ビクター）
5. サングロウ - SUNGLOW （1981年 ビクター）
6. ソフト・ウイングス - SOFT WINGS （1982年 ビクター）（「NHKホール」録音、ライブ）
7. ファイン - Fine! （1982年 ビクター）（東京・L.A.録音）
8. ナイト・ライン - Night Line （1983年 ビクター）
9. グレイビー - Gravy （1984年 ビクター）（L.A.録音）
10. オール・ライト・ウイズ・ミー - ALL RIGHT WITH ME （1985年 ビクター）
11. レディ・セプテンバー - Lady September （1985年 ビクター）
12. メロディーズ - MELODIES （1986年 ビクター）
13. ミズ・ミステリー - MS. MYSTERY （1987年 ビクター）（L.A.録音）
14. オウロ・ド・マナウス - OURO do MANAUS （1988年 ビクター）（L.A.録音）
15. ホエン・ザ・ワールド・ターンズ・ブルー - WHEN THE WORLD TURNS BLUE （1989年 ビクター）
16. ダンシング・ラバーズ・ナイト・ミス・エー - "DANCING LOVER'S NITE" MISS A （1989年 ビクター）（東京・L.A.録音、N.Y.mix）
17. オシャレ30・30 （1989年 ビクター）（古舘伊知郎との競演曲 "Everybody Loves Somebody"（誰かが誰かを愛してる）所収）
18. YOUR SONGS （1990年 ビクター）
19. カム・イン・クリスマス - COME IN CHRISTMAS （1990年 ビクター）（L.A.録音）
20. マイ・デューク - MY DUKE （1991年 ビクター）（L.A.録音）
21. ル・シネマ - Le Cinema （1992年 ビクター）（東京・L.A.録音）
22. イン・オータム - IN AUTUMN （1992年 ビクター）（L.A.録音）
23. アミザージ - AMIZADE （1993年 ビクター）（L.A.録音）
24. ビューティー・アンド・ザ・ビースト - Beauty And The Beast （1994年 ビクター）（東京・L.A録音）
25. オシャレ30・30 Vol.2（1994年 ビクター）
26. クロス・トゥー・ユー - CLOSE TO YOU （1996年 ビクター）
27. エコーズ - Echoes （1996年 ビクター）（London録音）
28. ソング・ブック（1996年 ビクター）（5枚組CD集）
29. ティー・フォー・トゥ - Tea For Two （1997年 ビクター）（L.A.録音）
30. L.A.・ナイト - L.A. NIGHT （2000年 ビクター）（限定スペシャルLP）
31. アザー・ワールド - Other World （2001年 日本コロムビア）
32. ウィ・ガット・メール - We've got mail （2003年 日本コロムビア）
33. アンクレット - Anklet （2004年 日本クラウン）
34. ティアラ - Tiara （2004年 日本クラウン）
35. RE-MODE-CLUB JAZZ DIGS YASUKO AGAWA (REMIX-CD)、TATSUO SUNAGA DIGS BEST OF YASUKO AGAWA (BEST-ALBUM)、『復刻版』 紙ジャケットCD　名盤復活! 〜3タイトル〜(JOURNEY、SUNGLOW、OURO do MANAUS)（2007年 ビクター）5枚同時リリース

### CM曲
- いすゞ自動車 ピアッツァ（初代）

"She~Senior Dreams"（シニア・ドリーム） （『サングロウ』（1981年）収録）
- 三田工業 複写機

"Night Line"（ナイト・ライン）（『ナイト・ライン』（1983年）収録）ほか多数
- J-WAVE トラフィック・インフォメーション：株式会社三田ハウジング

"Greensleeves"（グリーンスリーブス）、"Danny Boy"（ダニー・ボーイ）、"Home Sweet Home"（埴生の宿）（『ティアラ』（2004年）収録）

## 出演

### 映画
- 人間革命（1973年 東宝） - 巡礼の旅に出る老人・浜村純の娘 役
- 華麗なる一族（1974年 東宝） - 鎌倉の老人宅の女 役
- 血を吸う薔薇（1974年 東宝） - 野々宮敬子 役[3][8]
- ノストラダムスの大予言（1974年 東宝） - 木田の娘 役[9][2]
- メカゴジラの逆襲（1975年 東宝） - 山本ユリ 役[9][3][2]
- 青春の門（1975年 東宝）

### ドラマ
- 緊急指令10-4・10-10 第10話「死を呼ぶバイオリン」（1972年 NET/円谷プロ） - 二宮みどり・二宮雪子 役
- 太陽にほえろ! 第66話「生き返った白骨美人」（1973年 日本テレビ/東宝）
- 日本沈没(1974年のテレビドラマ) （1974年、TBS/東宝映像） - 老人の付き人・京子 役
- 流星人間ゾーン（1973年 日本テレビ/東宝）
  - 第14話「猛り狂うぞ! ガロガ少年攻撃隊」 - 山岸ツヨシの母 役
  - 第22話「逆襲! スーパージキロを倒せ」 - 若杉純子 役
- ウルトラマンレオ 第21話「見よ!ウルトラ怪奇シリーズ 北の果てに女神を見た!」（1974年 TBS/円谷プロ） - アルファ星人・ニケの女神 役
- はぐれ刑事 第4話「密告」（1975年 日本テレビ/国際放映）

### バラエティ番組
- オシャレ30・30（1987 - 1994年 日本テレビ）聞き手

ほか多数

### ラジオ
- 阿川泰子のトゥナイト（1981年10月 -  民放AM各局）行田よしおと担当。
- アートドラマ　美女と巨匠 「ガーシュインを愛した女たち」（2014年1月2日、NHK第1）[10]

### CM
- 三田工業[11]

## ライヴ・コンサート
- 「MATURE NIGHT」= 大人のためのクラブ・イベント（2001年 毎月1回開催）
- 「DISCO PARTY」= 70〜80年代のディスコ・シーンを再現するクラブ・イベント（2002年 毎月1回開催）

- 「Jazz in 鎌倉」鎌倉芸術館　2012年2月12日

## 著書
- 『ECHOES』　郡司大地撮影、ビクターブックス、1996年12月。※CD付き写真集
- 吉村浩二との共著『ウィ・ガット・メール：恋をするなら』早川書房、2003年12月10日。

## 賞歴
- 第2回 水島早苗「日本ジャズヴォーカル賞」大賞（1986年 ジャズワールド紙主催）
- ベストジーニスト（1990年 日本ジーンズメーカー協議会主催）
- 第3回 日本ジュエリーベストドレッサー賞40代部門（1992年 日本ジュエリー協会主催）